# سيماغلوتايد
سيماغلوتايد (بالإنجليزية: Semaglutide)‏ ويباع تحت الأسماء التجارية أوزمبيك ورويبلسيس، هو دواء طورته الشركة الدنماركية نوفو نورديسك. طور أصلاً في عام 2012 لعلاج مرض السكري من النوع الثاني، وقد وجد في عام 2017 أنه يمكن استخدامه لعلاج السمنة.
تمت الموافقة على إصدار حقن الدواء من قبل إدارة الغذاء والدواء الأمريكية (FDA) في عام 2017، والمفوضية الأوروبية، وزارة الصحة الكندية ووزارة الصحة والعمل والرفاهية اليابانية في عام 2018.
تمت الموافقة على الإصدار الفموي للعقار من قبل إدارة الغذاء والدواء الأمريكية (FDA) في عام 2019. وهو أول علاج بروتين لمستقبلات يشبه الغلوكاجون (GLP-1) تمت الموافقة عليه للاستخدام في الولايات المتحدة ولا يحتاج إلى يتم حقنه.
سيماغلوتيد يتصرف مثل الببتيد -1 (GLP-1) البشري الذي يشبه الغلوكاجون، مما يزيد من إفراز الأنسولين، وبالتالي زيادة التمثيل الغذائي للسكر. يتم توزيعه كحقن تحت الجلد مقنن في قلم مملوء مسبقًا. تتمثل إحدى مزاياه مقارنة بعقاقير خافضات سكر الدم الأخرى بأنه يحتوي على فترة طويلة من العمل، وبالتالي، فإن الحقن لمرة واحدة يكفي لأسبوع.

## الاستخدامات الطبية
سيماغلوتيد مجهز للحقن تحت الجلد وهو متاح بقلم مملوء مسبقًا. ومن المستحسن الحقن مرة واحدة في الأسبوع.

## التأثيرات الضارة
سيماغلوتيد له آثار ضارة طفيفة. منها: الغثيان والقيء والإسهال وآلام البطن والإمساك عادة ما تكون مجربة. في المرضى الذين يعانون من مشكلة في القلب (القلب والأوعية الدموية)، فإنه يسبب تلف لشبكية العين (اعتلال الشبكية).

## آلية العمل
سيماغلوتيد ناهض لمستقبلات الببتيد -1 الشبيه بالقلوكاجون. فهو يزيد من إنتاج الأنسولين، وهو هرمون يخفض مستوى السكر في الدم. كما يبدو أنه يعزز نمو خلايا(β) في البنكرياس، الذي يقوم بإنتاج الأنسولين. من ناحية أخرى، فإنه يمنع الغلوكاجون، الذي يزيد من نسبة السكر في الدم. كما أنه يقلل من تناول الطعام عن طريق خفض الشهية وإبطاء عملية الهضم في المعدة.وبهذه الطريقة تعمل على تقليل الدهون في الجسم.

### التركيب
في البشر، يشبه سيماغلوتيد كيميائيا الببتيد -1 الشبيه بالغلوكاجون (GLP-1)، مع تشابه 94٪. الاختلافات الوحيدة هي بديلان للحمض الأميني في الموضعين 8 و 34، حيث يتم استبدال ألانين وليسين بحمض أمينيوبيوتيريك 2 و أرجينين على التواليe peptide-1] يمنع استبدال الأحماض الأمينية في الموضع 8 الانهيار الكيميائي بواسطة إنزيم ديبيبتيديل ببتيداز -4. بالإضافة إلى ذلك، ليسين في الموضع 26 في شكله المشتق (مؤكسد بالدياكيد الدهني ). يزيد الاسييل ذو الفاصل وسلسلة C-18 الدهنية الدهنية عن ارتباط الدواء ببروتين الدم (الألبومين)، والذي يتيح وجود أطول في الدورة الدموية. عمر النصف في الدم حوالي 7 أيام (165-184 ساعة)، وبالتالي، فإن الحقن مرة واحدة أسبوعيًا يكفي.

## تاريخ
تم اكتشاف سيماغلوتيد في عام 2012، بواسطة فريق من الباحثين في نوفو نورديسك كبديل طويل المفعول لليرلوتيد.أعطي اسم العلامة التجارية «أوزمبيك» (Ozempic). بدأت التجارب السريرية في عام 2015، وتم الانتهاء من المرحلة 3 في عام 2016.
في عام 2017، أفاد باحثون في جامعة ليدز ونوفو نورديسك أنه يمكن أيضًا استخدامه لعلاج السمنة. فهو يقلل من الجوع، وشغف الطعام والدهون في الجسم.
تم تطبيق موافقة إدارة الغذاء والدواء الأمريكية (FDA) في ديسمبر 2016، وفي أكتوبر 2017 صوتت اللجنة الاستشارية لإدارة الأغذية والعقاقير (FDA) بـ 16-0. تم الإعلان عن الموافقة في 5 ديسمبر. يمكن استخدامه كحقن عقاقير من نوع الحقن أو عن طريق الفم. تم منح ترخيص للتسويق في الاتحاد الأوروبي في 8 فبراير 2018. أعلنت وزارة الصحة والعمل والرعاية الاجتماعية اليابانية الموافقة في 23 مارس 2018. أصدرت وزارة الصحة الكندية الموافقة في 1 أبريل 2018.